# Uroczysta deklaracja stuttgarcka o Unii Europejskiej
Uroczysta deklaracja stuttgarcka o Unii Europejskiej podpisana przez dziesięciu szefów rządów i głowy państw ówczesnej Wspólnot Europejskich, zebranych jako Rada Europejska 19 czerwca 1983 roku w Stuttgarcie (Niemcy). Przyjęta jako próba przełamania tzw. sklerozy europejskiej lat 70. i zdynamizowania procesów integracyjnych. Podkreślono w niej konieczność ustanowienia Unii Europejskiej. Dokument ten przyznaje Radzie Europejskiej główną rolę stymulującą proces integracji europejskiej. Podkreślono w nim konieczność podjęcia działań integrujących na innych płaszczyznach, nie tylko na ekonomiczno-finansowej, gdyż w momentach trudności gospodarczych zaczyna przeważać egoizm i partykularne interesy poszczególnych państw, ale również w sferze kulturowej i politycznej.